# Afromelecta lieftincki
Afromelecta lieftincki là một loài Hymenoptera trong họ Apidae. Loài này được Eardley mô tả khoa học năm 1991.